# Dzień dobry bardzo
Dzień dobry bardzo – poranna audycja, nadawana w Radiu Zet do czerwca 2017 i ponownie od października 2018.
W czerwcu 2017 Dzień dobry bardzo został zastąpiony przez program Poranek z Radiem ZET.
Wydania sobotnie i niedzielne noszą tytuł Dzień dobry bardzo Weekend.
W programie prezentowane są najnowsze informacje, emitowane miniaudycje i konkursy.

## Cykle
W czasie programu są emitowane miniaudycje takie, jak:
- Gość Radia ZET - poniedziałek-czwartek (Bogdan Rymanowski), piątek (Beata Lubecka),
- Szymon Majewski Szał - poniedziałek-piątek (Szymon Majewski, Katarzyna Kwiatkowska, Michał Zieliński).

## Prezenterzy
W latach 2000–2004 audycję prowadził Wojciech Jagielski. Zastąpił go Marek Starybrat, następnie dołączył do niego Jarosław Budnik. Duet ten prowadził audycję do lipca 2009. Od września 2009 do kwietnia 2010 audycję prowadzili wspólnie Marek Starybrat i Anna Dziewit. Od kwietnia do września 2010 Starybrat prowadził poranek sam. Od 6 września 2010 do końca sierpnia 2015 Dzień dobry bardzo prowadziło trio w składzie: Marzena Chełminiak, Marek Starybrat i Marcin Sońta. Z początkiem września 2015 nowymi prowadzącymi zostali Agnieszka Kołodziejska i Tomasz Florkiewicz. Od 1 października 2018 prowadzącymi zostali Michał Korościel i Damian Michałowski. Od 7 stycznia 2019 do czerwca 2019 gospodarzami audycji byli Mateusz Ptaszyński i Marcin Sońta. Od 2 września 2019 program prowadziło trio: Agnieszka Kołodziejska, Marcin Sońta i Robert Karpowicz. Od 4 kwietnia 2022 gospodarzami audycji zostali Marek Starybrat i Robert Motyka. Od 1 września 2023 gospodarzami są Kamil Baleja, Marek Starybrat i Bartosz Gajda.
W latach 2010–2015 prowadzącym weekendowych wydań był Tomasz Kasprzyk, następnie program w weekend  prowadzili: Witold Lazar, Hubert Radzikowski, Damian Michałowski, Marcin Łukasik, Michał Adamski, a od marca 2020 Michał Korościel. Obecnie weekendowe wydania prowadzi Michał Adamski.